# Condado de Frigiliana

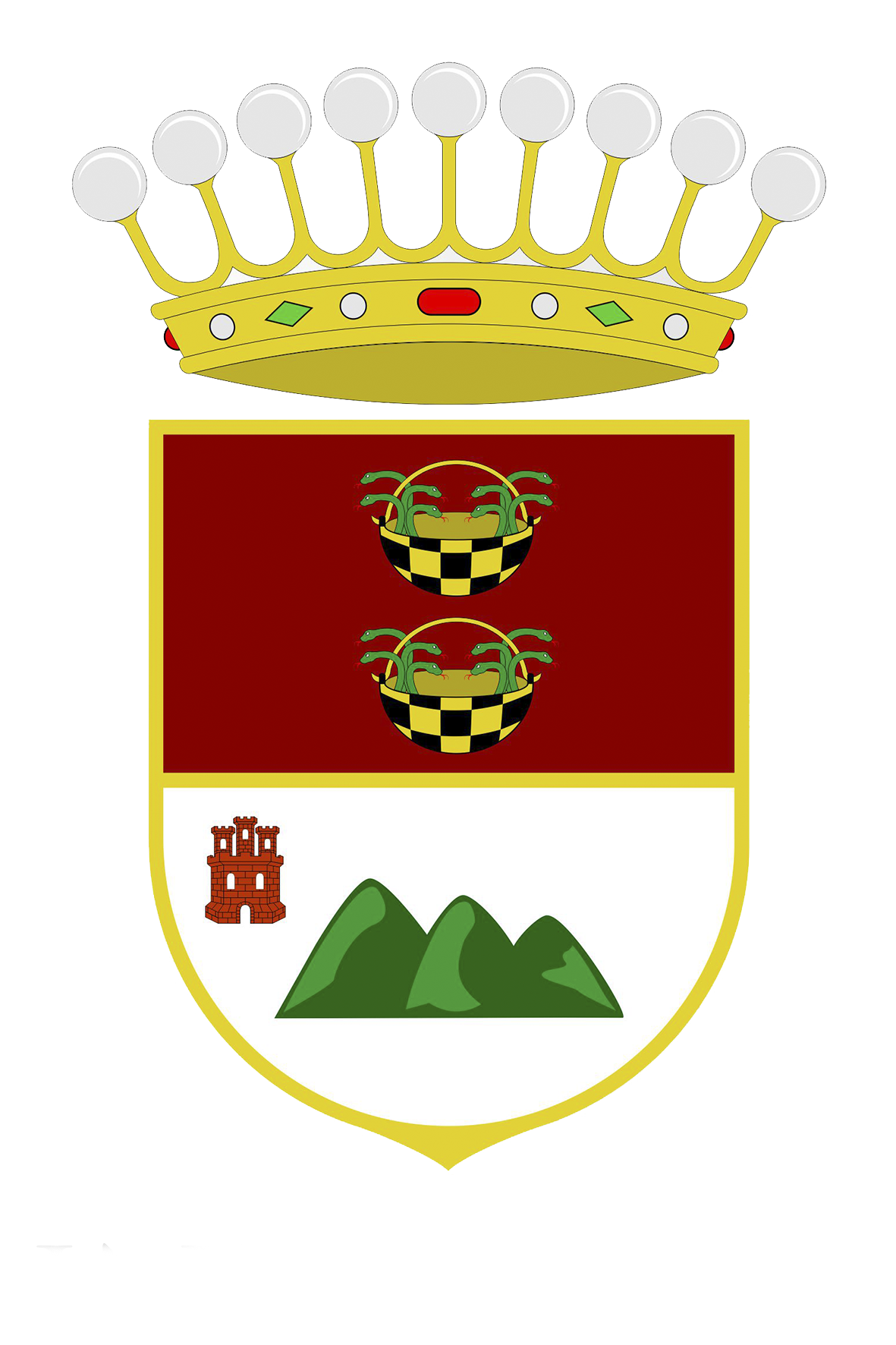
Escudo del municipio de Frigiliana, (Málaga).

El condado de Frigiliana es un título nobiliario español creado por el rey Felipe IV en 1630 a favor de Íñigo Manrique de Lara, gobernador de Cádiz y caballero de la Orden de Alcántara, hijo del IV señor de Frigiliana. Su nombre se refiere al municipio andaluz de Frigiliana, en la provincia de Málaga. 

## Señores de Frigiliana
- Íñigo Manrique de Lara (m. Granada, 27 de enero de 1536),[2] I señor de Frigliana desde 1508, alcaide de la Alcazaba de Málaga, hijo de Garci Fernández Manrique y de Aldonza Fajardo.[3] Casó con Isabel Carrillo, hija de Sancho de Rojas y Margarita de Lemos.[2] Le sucedió su hijo:
- Rodrigo Manrique de Lara, II señor de Frigiliana y comendador de la Orden de Santiago.[4]
- Luis Manrique de Lara, III señor de Frigiliana, casado con Mencía de Aguaup, hija de Diego de Aguayo y de María Carrillo. Sucedió su hijo:
- Rodrigo Manrique de Lara, IV señor de Frigiliana, casado con Francisca Fernández Manrique, hija de Íñigo Manrique y de Ana de Bazán. Fueron los padres del primer conde de Frigiliana.

## Condes de Frigiliana
- Íñigo Manrique de Lara y Manrique de Lara, I conde de Frigiliana[1] y I vizconde de la Fuente, caballero de la Orden de Alcántara.

Casó en 1635 con Margarita de Tabora y Meneses. Sucedió su hijo:
- Rodrigo Manuel Manrique de Lara (Alhaurín el Grande, 25 de marzo de 1638-Madrid, 13 de septiembre de 1717), II conde de Frigiliana,[5] coronel de regimiento de la Guardia Real, gentilhombre de cámara, virrey de Valencia, consejero de Estado y mayordomo mayor del rey Felipe V.[6]

Casó, el 13 de abril de 1670, en Madrid, con María Antonia de Valvanera Ramírez de Arellano Mendoza y Guevara, X Condesa de Aguilar de Inestrillas, grande de España, IV marquesa de la Hinojosa y VII condesa de Villamor. Sucedió su hijo:
- Íñigo de la Cruz Manrique de Lara y Ramírez de Arellano (Madrid, 3 de mayo de 1673-Santa Fe, 19 de febrero de 1733), III conde de Frigiliana,[5] XI conde de Aguilar de Inestrillas, grande de España, V marqués de la Hinojosa, VIII conde de Villamor y XIV señor de los Cameros[5] militar y escritor.[7]

Casó, el 11 de noviembre de 1689, en Madrid, con Rosalea Pignatelli de Aragón y Pimentel, padres de una hija que falleció antes que sus padres. Sucedió:
- María Augusta de Wignacourt Arenberg Manrique de Lara, IV condesa de Frigiliana, duquesa de Aremberg, condesa de Lannoy, etc.[8]

Casó, siendo la segunda esposa, el 10 de mayo de 1737, con Alonso Vicente de Solís y Folch de Cardona (1708-1780), V Marquesado de Pons|marqués de Pons, IV Condado de Montellano, IV marquesado de Castelnovo, etc. Sucedió su nieta, hija de Álvaro de Solís Wignacourt y Folch de Cardona, VI marqués de Pons, V duque de Montellano, IV conde de Saldueña, VI marqués de Castelnovo, adelantado de Yucatán, etc., y de su esposa, María Andrea Lasso de la Vega y Silva (1756-1788), X marquesa de Miranda de Anta, VII condesa de Puertollano y condesa de Montehermoso.
- María Vicenta de la Soledad de Solís y Lasso de la Vega (2/4 de octubre de 1780-Tours, Francia, 1840),[10] V condesa de Frigiliana,[9] VII marquesa de Pons,[9] IV duquesa de Arco en sucesión a su abuelo paterno,[9]  VI duquesa de Montellano,[9] V condesa de Saldueña,[9] VII marquesa de Castelnovo,[9] XV vizcondesa de Altamira de Vivero[9] y XI marquesa de Miranda de Anta.[9]

Casó en primeras nupcias con Carlos José Gutiérrez de los Ríos, I duque de Fernán Núñez, VI marqués de Castel-Moncayo, X marqués de Alameda, XII conde de Barajas, IV conde de Villanueva de las Achas, etc. Contrajo un segundo matrimonio el 18 de febrero de 1824 con Filibert de Mahy y Brauli (m. 8 de enero de 1881). Le sucedió su nieta,  hija de María Francisca de Asís Gutiérrez de los Ríos y Solís Wignancourt (1801-1838), fallecida antes que su madre, II duquesa de Fernán Nuñez, VII marquesa de Castel-Moncayo, XII condesa de Barajas, V condesa de Villanueva de las Achas, y de su esposo Felipe Osorio y de la Cueva (m. 5 de febrero de 1859), V marqués de la Mina, VII conde de Cervellón, conde de Aroca y XII conde de Elda:
- María del Pilar Osorio y Gutiérrez de los Ríos (Madrid, 10 de diciembre de 1829-Chateau de Dave, Namur, Bélgica, 1 de septiembre de 1921),[12] VI condesa de Frigiliana,[13] VIII marquesa de Pons,[14]  IX marquesa de Nules,[11] IX condesa de Saldueña,[11] III duquesa de Fernán Núñez,[11] VIII marquesa de Castel-Moncayo,[11] XIV condesa de Barajas,[11] XII marquesa de Alameda,[11] VI marquesa de Villanueva de las Achas,[11], XII condesa de Molina de Herrera,[11] VIII condesa de Cervellón,[11] VII marquesa de la Mina,[11] XI condesa de Pezuela de las Torres,[11] XIV condesa de Anna, etc.[11]

Casó el 14 de octubre de 1852 con Manuel Luis Pascual Falcó D'Adda y Valcárcel (n. Milán, 26 de febrero de 1838), XIV marqués de Almonacid de los Oteros, barón de Benifayó, V marqués del Arco y de Montellano. Le sucedió su nieta, hija de Manuel Falcó y Osorio (1856-1927), VII Marquesado de la Mina|marqués de la Mina, IX conde de Cervellón, IV duque de Fernán Núñez,  XIV conde de Barajas, y XIII marqués de Alameda, ministro, senador, caballero de la Orden del Toisón de Oro, mayordomo mayor y embajador en Viena y en Berlín, y de su esposa, Silvia Álvarez de Toledo y Gutiérrez de la Concha, IV duquesa de Bivona (título español) y III condesa de Xiquena, hija de José María Álvarez de Toledo y Acuña, II duque de Bivona, y de su esposa Jacinta Gutiérrez de la Concha y Fernández de Luco.
- María Cristina Falcó y Álvarez de Toledo (Bélgica, 27 de julio de 1900-Madrid, 18 de febrero de 1958), VII condesa de Frigiliana.[21]

Casó con Leopoldo Sainz de la Maza y Gutiérrez-Solana, I conde de la Maza. Le sucedió su hijo:
- Leopoldo Sainz de La Maza y Falcó, VIII conde de Frigiliana,[21] y II conde de la Maza.[21]

Casó con Victoria Ybarra y Allende (m. 2015). Sucedió su hijo en 2003, por distribución:
- Ignacio Sainz de La Maza e Ybarra (n. Bilbao, 24 de septiembre de 1964), IX conde de Frigiliana.[21][1]